# Ріно 911!
«Ріно 911!» (англ. Reno 911!) — американський комедійний серіал, який транслювався на Comedy Central у 2003—2009 роках.
Серіал знятий у стилі мок'юментарі, який пародує документальні шоу про правоохоронні органи. Більшість матеріалу імпровізована з мінімальним використанням сценарію. У головних ролях знялися автори серіалу: Роберт Бен Гарант, Керрі Кенні-Сільвер, Томас Леннон, Майкл Патрік Джанн.
У 2007 році за мотивами серіалу вийшов повнометражний фільм «Ріно 911!: Маямі» з тим самим акторським складом.
У 2020 році показ серіалу відновили, 7 сезон вийшов 4 травня. Згодом у вересні 2020 року творці анонсували роботу над 8 сезоном.

## Список епізодів
| Сезон | Епізоди | Прем'єрний показ | Прем'єрний показ |
| Сезон | Епізоди | Початок          | Завершення       |
| ----- | ------- | ---------------- | ---------------- |
| 1     | 14      | 23 липня 2003    | 20 жовтня 2003   |
| 2     | 16      | 9 червня 2004    | 22 вересня 2004  |
| 3     | 13      | 14 червня 2005   | 6 вересня 2005   |
| 4     | 14      | 9 липня 2006     | 13 травня 2006   |
| 5     | 16      | 16 січня 2008    | 10 липня 2008    |
| 6     | 15      | 1 квітня 2009    | 8 липня 2009     |
| 7     | 12      | 4 травня 2020    | 15 травня 2020   |

## Акторський склад
| Актор                | Роль                                            |
| -------------------- | ----------------------------------------------- |
| Томас Леннон         | лейтенант Джим Дангл                            |
| Керрі Кенні-Сільвер  | Труді Вігел помічниця шерифа                    |
| Седрік Ярбро         | сержант II класу Свен Джонс помічник шерифа     |
| Карлос Алазракі      | сержант II класу Джеймс Гарсіа помічник шерифа  |
| Венді Маклендон-Кові | сержант I класу Клеммі Джонсон помічниця шерифа |
| Нісі Неш             | Райніша Вільямс помічниця шерифа                |
| Роберт Бен Гарант    | Тревіс Джуніор помічник шерифа                  |
| Мері Бердсонг        | Черіша Кімбол помічниця шерифа                  |
| Ієн Робертс          | сержант Джек Деклан                             |
| Джо Ло Тругліо       | Френк Ріццо помічник шерифа                     |
| Нісі Неш             | заступник Райніша Вільямс                       |